# Mitralklappe

Schema des menschlichen Herzens

Ultraschallaufnahme der Mitralklappe

Die Mitralklappe oder auch Bikuspidalklappe (Valva atrioventricularis sinistra deutsch linke Atrioventrikularklappe, Valva mitralis oder Valva bicuspidalis) ist eine der vier Klappen des Herzens. Sie befindet sich zwischen linkem Vorhof und linker Herzkammer (linker Ventrikel), wo sie den Rückfluss von Blut aus der linken Herzkammer in den linken Vorhof bei der Kontraktion der Kammer verhindert. Ihre Form ähnelt einer Mitra (Bischofsmütze), daher der Name. Die Bezeichnung Bikuspidalklappe leitet sich von den zwei Segeln (lateinisch cuspides) ab, aus denen diese Segelklappe besteht.

## Anatomie und Physiologie
Die Bikuspidalklappe (Valva bicuspidalis) besteht aus zwei Segeln, dem Cuspis anterior (vorderes Segel) und dem Cuspis posterior (hinteres Segel). In der Veterinäranatomie werden sie als Cuspis septalis (scheidewandständiges Segel) und Cuspis parietalis (wandständiges Segel) bezeichnet.
Die beiden Segel sind mittels Sehnenfäden (Chordae tendineae) an den Papillarmuskeln (Mm. papillares subauricularis und subatrialis) und somit am unteren Ende der Herzkammern (Ventriculus cordis sinister) befestigt, um ein Umschlagen der Klappensegel in der Systole (bei der Kontraktion) in die Vorhöfe zu vermeiden.
Entsprechend arbeitet in der linken Herzhälfte die Trikuspidalklappe.

## Erkrankungen
Die beiden wichtigsten Erkrankungen sind die Mitralstenose und die Mitralklappeninsuffizienz: neben den „reinen“ Stenosen und Insuffizienzen kommen vor allem auch Mischformen mit unterschiedlicher Gewichtung einer der beiden Faktoren vor. Dann spricht man vom kombinierten Vitium (Fehlbildung).

### Mitralstenose
Bei der Mitralstenose ist auf Grund einer angeborenen Fehlbildung oder erworbenen Erkrankung, wie zum Beispiel Verkalkung oder Vernarbung der Klappe, der Durchfluss vermindert. Quantifiziert wird eine solche Stenose zum einen über die noch verbleibende Öffnungsfläche, zum anderen über den Druckgradienten, der sich über der Klappe aufbaut.
Angeborene Fehlbildungen, die zu einer Mitralstenose führen, sind:
- Die supravalvuläre Mitralstenose: oberhalb der Mitralklappe befindet sich eine Einengung, die in Form eines Ringes oder einer feinen Membran ausgebildet ist. Die Membran hat sich aus zusätzlichem Bindegewebe mit Ursprung im Bindegewebe der Mitralsegel gebildet und legt sich wie ein Tuch über die Mitralklappensegel. Der Blutfluss aus der linken Vorkammer in die Herzkammer ist erschwert. Die Membran kann so zart sein, dass sie nur mit der Transösophagealen Echokardiographie festgestellt werden kann.
Ein supravalvulärer Mitralring alleine ist eine sehr seltene Diagnose. Meistens ist auch die darunter liegende Mitralklappe fehlgebildet.
- Die Parachute-Mitralklappe (parachute, engl. „Fallschirm“): während der Entwicklung hat sich nur ein Papillarmuskel (statt zwei) gebildet und zusätzlich sind die Sehnenfäden (sog. Chordae), die die Klappensegel mit dem Papillarmuskel verbinden, verdickt und verkürzt. Der Blutstrom aus dem linken Vorhof in die Herzkammer ist erschwert, da das Blut wie durch einen Trichter fließen muss.
Die Bezeichnung „parachute = Fallschirm“ erklärt sich aus der Darstellung für den Untersucher und Chirurgen folgendermaßen: Der Papillarmuskel ist der Fallschirmspringer, die Chordae und die Klappensegel sind die Fallschirmseile und die vergrößerte linke Vorkammer ist der Fallschirm.
- Die Hammock-Valve (hammock, engl. „Hängematte“) ist der Parachute-Klappe ähnlich: Beide Mitralklappensegel sind deutlich verdickt und es fehlen die Sehnenfäden (Chordae tendineae) von diesen verdickten Klappensegeln zu den Papillarmuskeln, sodass Klappensegel und Papillarmuskel direkt miteinander verwachsen sind. Die freie Beweglichkeit der Klappensegel ist massiv eingeschränkt. Es kommt zur Undichtigkeit (Insuffizienz) und zur Stenose der Mitralklappe.
Die Bezeichnung „Hängematte“ erklärt sich folgendermaßen: Betrachtet man die Klappe von oben, so findet man anstatt zweier zarter Mitralsegel, die eine Öffnung in die linke Herzkammer bilden, eine ovale Kuhle, die wie eine Hängematte wirkt.
Die Hammock-Valve ist eine extrem seltene Klappenfehlbildung, die Parachute-Mitralklappe jedoch eine typische Klappenfehlbildung des Shone-Komplexes. Übergangsformen zwischen beiden Ausprägungen kommen vor.
- Die Mitralklappenatresie ist der komplette Verschluss oder die genetische Nicht-Anlage der Klappe(Atresie). Sie ist Teil des Hypoplastischen Linksherz-Syndroms.

### Mitralklappeninsuffizienz
Bei der Mitralklappeninsuffizienz schließt die Klappe nicht mehr richtig.
- Ursache können zum Beispiel Abriss oder relative Verkürzung der Haltefäden (Chordae), Perforation oder Überdehnung eines Klappensegels und Erweiterung des Klappenringes sein. Das Maß einer Insuffizienz wird  von I° (leicht) bis IV° (schwer) ordinalskaliert bestimmt.
- Der Mitralklappenprolaps als angeborene Fehlbildung kann zu einer Insuffizienz führen, ist aber oft klinisch bedeutungslos.